# 阿尔滕 (德国)
阿尔滕（德語：Artern，發音：[ˈaʁtɐn] ⓘ）是德国图林根州基夫霍伊瑟县的城市，面积45.05平方千米，2023年12月31日人口为6,551人。2019年1月1日，市镇福格特施泰特与海根多夫并入阿尔滕。